# 地膽
《地膽》（英語：Hong Kong Kongers）是亞洲電視本港台製作的一個旅遊節目，為「五個半a餐」節目之一。介紹香港十八區各地歷史及美食，以輕鬆的角度，將香港十八區鮮為人知的有趣地道資訊一同與觀眾開心分享。。由2007年10月8日起，逢星期二晚上10:00播出。節目主持為陳彥行、羅家英、朱韻韻。
每集《地膽》節目尾段，會播出由觀眾上載的新舊照片，對比新舊照片的分別，讓觀眾懷緬當年。
「地膽」一詞原為廣東俗語，指熟悉該區的人士。

## 外部連結
- aTV 5個半a餐-地膽